# Ribavellosa
Ribavellosa es una pedanía de la comunidad autónoma de La Rioja, perteneciente al municipio de Almarza de Cameros, del cual dista 13,8 km. Está situada en el valle del río Iregua.

## Historia
Don Alonso Ramírez de Arellano, cuarto señor de Cameros y primer conde de Aguilar, se titulaba también señor de Rivavellosa. Según Salazar, compró este lugar junto con las villas de Torre y Luezas a Diego Arista de Zúñiga, señor de la casa de Cuevas y Castroviejo, en 1481.

## Demografía
Ribavellosa contaba a 1 de enero de 2010 con una población de 3 habitantes, 2 hombres y 1 mujer.
| Gráfica de evolución demográfica de Ribavellosa entre 2000 y 2010                                |
|                                                                                                  |
| Población de derecho (2000-2010) según los censos de población del INE a 1 de enero de cada año. |